# 違警罪即決例
違警罪即決例（いけいざいそっけつれい、明治18年9月24日太政官布告第31号）は、旧刑法第9条に定める違警罪（拘留または科料をもって主刑となす罪）及び刑法施行法第31条により旧刑法の違警罪とみなされる罪について警察官署による即決処分を認めた太政官布告。
裁判所法施行法（昭和22年4月16日法律第60号）第1条により廃止された。

## 概要
違警罪即決例は大日本帝国憲法発布前の法規（太政官布告）であり、旧刑法（明治13年太政官布告第36号）が定めていた拘留または科料を科すとされた違警罪について罪質や刑期が軽微な犯罪であることから特殊かつ簡便な裁判制度として設けた制度である。
違警罪とは旧刑法第9条に定められた拘留または科料をもって主刑となす罪をいう。
旧刑法は新刑法（明治40年法律第45号）の施行により廃止され、刑法施行法第31条は「拘留又ハ科料ニ該ル罪ハ他ノ法律ノ適用ニ付テハ旧刑法ノ違警罪ト看做ス」と定めた。具体的には警察犯処罰令その他拘留科料の罰則規定を有する警察法令並びに当時の刑法典で拘留科料を法定刑としていた一部の罪（侮辱罪など）がこれに該当するとされた。
なお、違警罪即決例は刑事訴訟法とは別個独立の単行の訴訟手続法規とされていたが、布告から40年以上が経過した頃には極めて不完全と指摘されるようになり、刑事訴訟法の規定の精神に従い解釈適用するほかないと考えられていた。

## 手続
即決処分の権限を有する機関は、犯罪地の警察署長、分署長またはその代理たる官吏とされた。被告人の居住地が異なる場合、即決処分の嘱託はできないが、即決処分による確定刑の執行の嘱託は可能だった。
即決の言渡に対しては本人および法定代理人、保佐人または配偶者は被告人のために独立して区裁判所に正式裁判を請求することができ、一定期間（直接言渡は3日、そうでないときは5日）内に申請書を提出しなければならない。
即決の言渡は必要によって仮執行ができ、科料はただちにその金額を仮納させ、仮納しない場合は1日1円の割合で即日から留置する。
拘留は1日1円に換算し、その刑期に相当する保証金を出させて拘留を解くことができる。
即決が確定し留置した場合すみやかに被告人の法定代理人、輔佐人、直系卑属、配偶者、戸主のうち被告人が指定する者に通知することを要する。
拘留された者との接見、物品の差入に旧刑事訴訟法の規定を準用して相当の自由を認める。

## 評価
大正時代には、一方では「警察権執行の利剣」、他方では「人権蹂躙の凶器」との評価が対立していた。
後者の論拠としては、フランス人権宣言以来の立憲主義の基本原則である三権分立の要請から、帝国憲法下においても裁判所が司法権を担うべきであるところ（帝国憲法57条）、違警罪即決例はあたかも行政組織である警察組織に司法権の執行を許すがごときものであり、帝国憲法に違反するということが挙げられている。
このため、多くの反対説が唱えられ、第25回帝国議会以降複数回廃止案が提出されたが、実務上憲法に反するものとして扱われることはなく、実際に廃止されたのは前述のとおり1947年（昭和22年）になってからであった。